# إلين ألين
إلين ألين (بالإنجليزية: Elizabeth Allen)‏ هي عارضة وممثلة أمريكية، ولدت في 25 يناير 1929 بجيرسي سيتي في الولايات المتحدة، وتوفيت في 19 سبتمبر 2006 بفيشكيل في الولايات المتحدة بسبب قصور كلوي.

## أعمال

### أفلام
- (1964) خريف قبيلة شايان

## ترشيحات
- جائزة توني عن فئة أفضل ممثلة في مسرحية موسيقية [الإنجليزية]‏ (1965)

## وصلات خارجية
- إلين ألين على موقع IMDb (الإنجليزية)
- إلين ألين على موقع ميوزك برينز (الإنجليزية)
- إلين ألين على موقع أول موفي (الإنجليزية)
- إلين ألين على موقع قاعدة بيانات برودواي على الإنترنت (الإنجليزية)
- إلين ألين على موقع إن إن دي بي (الإنجليزية)
- إلين ألين على موقع ديسكوغز (الإنجليزية)
- إلين ألين على موقع قاعدة بيانات الفيلم (الإنجليزية)